# Prix Lennart-Nilsson
Le prix Lennart-Nilsson est un prix photographique décerné en Suède pour récompenser les contributions à la photographie scientifique.

## Historique
Le prix Lennart-Nilsson, créé en 1998 en l'honneur du professeur Lennart Nilsson, est décerné par la fondation Lennart-Nilsson et remis annuellement à l'Institut Karolinska. Il est doté d'une somme de 100 000 couronnes suédoises (environ 10 000 euros).

## Liste des lauréats
| - 1998 : Nils Åslund - 1999 : James Henderson - 2000 : David Malin (en) (Observatoire anglo-australien) - 2001 : David Doubilet (en) - 2002 : Oliver Meckes et Nicole Ottawa - 2003 : David Barlow (Université de Southampton) - 2004 : Göran Scharmer (Institute for Solar Physics) - 2005 : Frans Lanting - 2006 : Satoshi Kuribayashi - 2007 : Felice Frankel (en) (Université Harvard et Massachusetts Institute of Technology) - 2008 : Anders Persson (en) (Université de Linköping) | - 2009 : Carolyn Porco (Space Science Institute (en)) et Babak Amin Tafreshi (en) - 2010 : Kenneth Libbrecht (en) (California Institute of Technology) - 2011 : Nancy Kedersha (Harvard Medical School) - 2012 : Hans Blom (Institut royal de technologie) - 2014 : Timothy Behrens (Université d'Oxford) - 2015 : Katrin Willig, Max Planck Institute - 2016 : Alexey Amunts, Stockholms universitet - 2017 : Xiaowei Zhuang, Harvard University - 2018 : Thomas Deerinck, University of California i San Diego - 2019 : Ed Boyden, Massachusetts Institute of Technology |